# 震动图

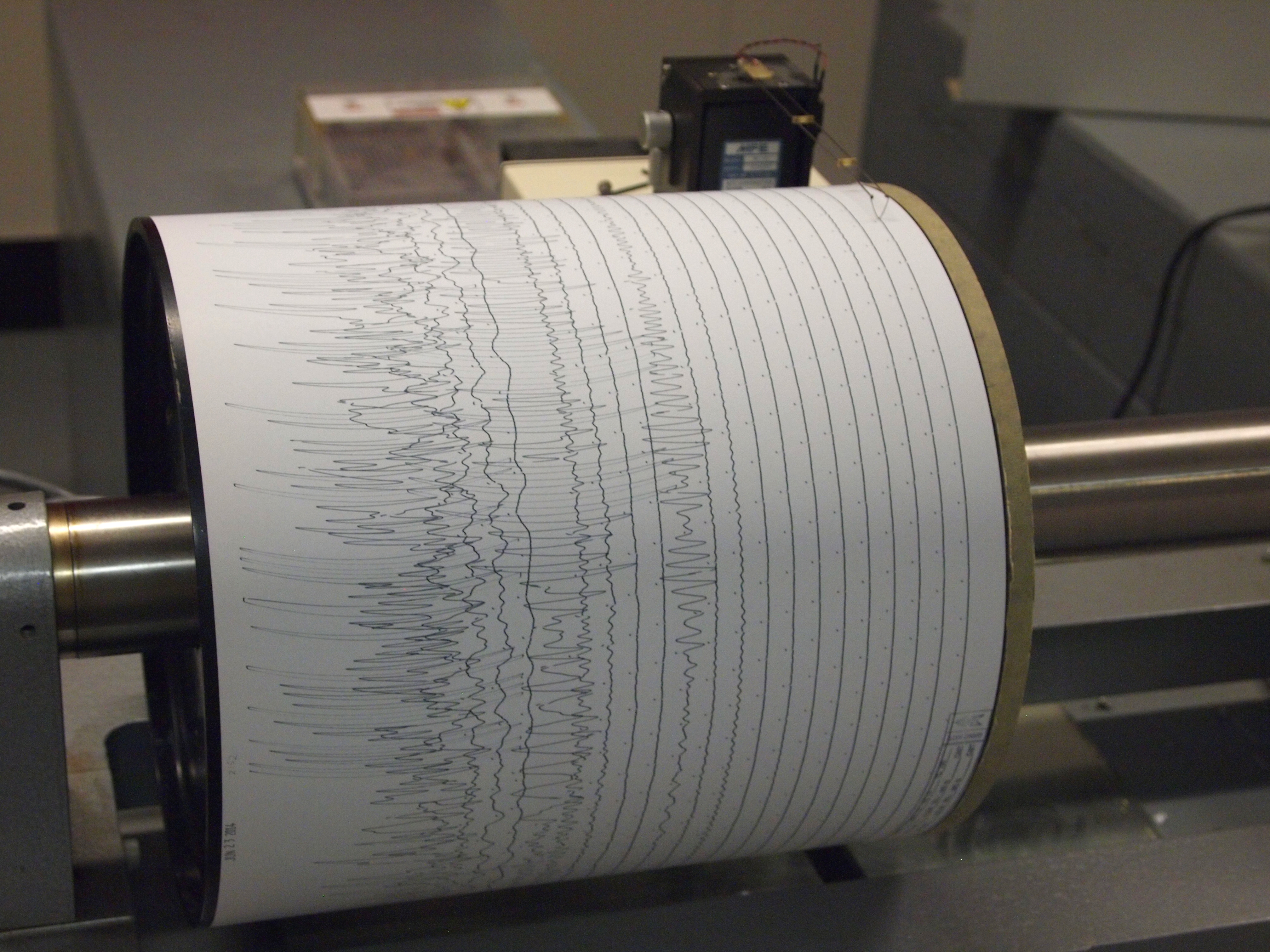
马萨诸塞州威斯顿天文台地震仪记录的地震图

地震图（英語：seismogram，又译震波图、地震记录、地震记录图、震波曲线、震动图）是由地震仪所绘制的。震动图是根据各个地震测量局测量的地面移动来绘制的。供绘制震动图所用的探测到的能量可能是来自于地震，也可能有其他来源，例如爆炸。

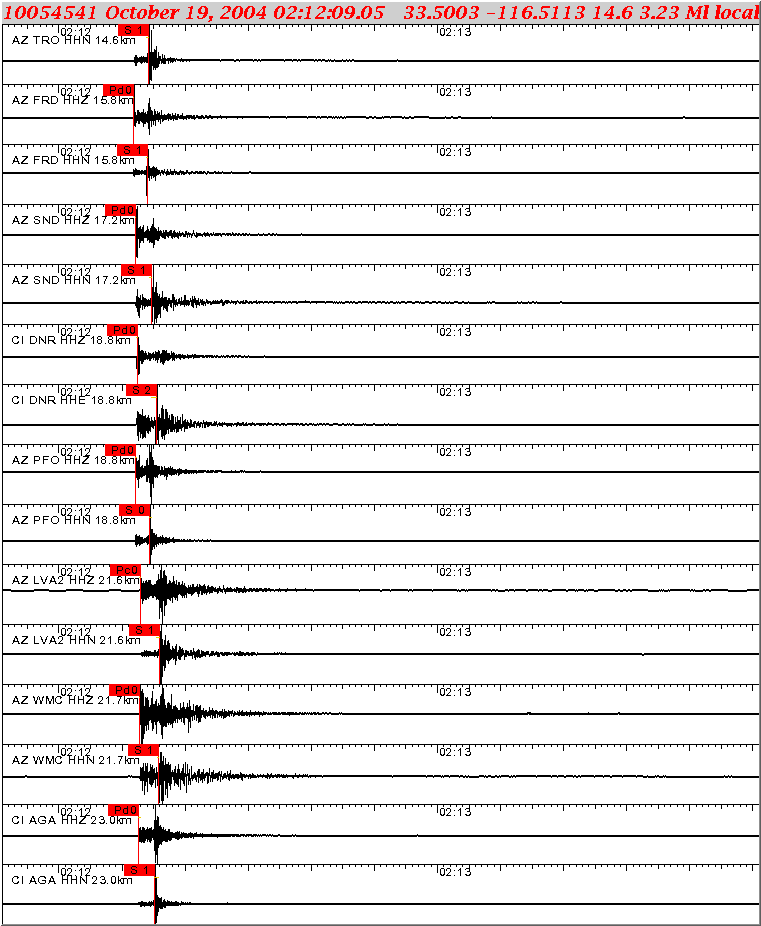
一组来自USGS的地震图

人们曾经将纸绑成一个能转动的鼓状物用来记录震动。有一些人用笔和普通的纸，另一些人则用集束光曝光底片。现在，基本上所有的震动图是由数码纪录，以便于电脑分析。一些“鼓状”记录器仍能找到，特别是向公众演示时。它们是测量里氏震级必不可少的。 